# اندی دیاز
اندی دیاز (انگلیسی: Andy Díaz؛ زادهٔ ۲۵ دسامبر ۱۹۹۵) ورزشکار پرش سه‌گام اهل کوبا است.